# Petrell prió de Salvin
El petrell prió de Salvin (Pachyptila salvini) és un ocell marí de la família dels procel·làrids (Procellariidae) d'hàbits pelàgics que habita l'oceà Índic meridional arribant fins als voltants de Nova Zelanda. Cria a les illes Crozet i Marion.

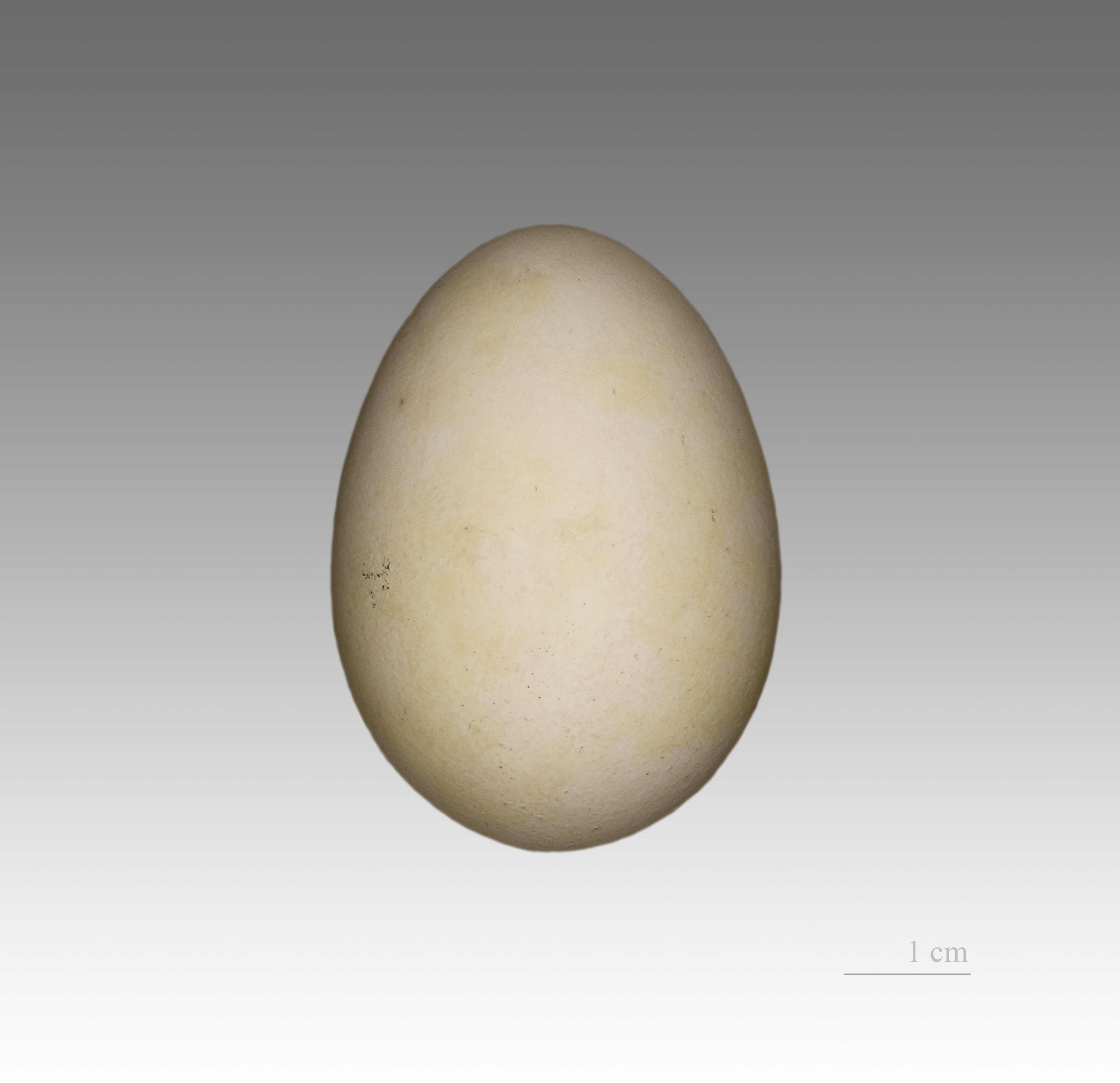
Ou